# Dreiband-Weltmeisterschaft der Junioren 2010

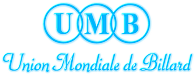
Logo UMB (ausrichtender Verband)

Die Dreiband-Weltmeisterschaft der Junioren 2010 war ein Turnier in der Karambolagedisziplin Dreiband und fand vom 17. bis 19. September in Hoogeveen in der niederländischen Provinz Drenthe statt.

## Teilnehmer
Das Teilnehmerfeld setzt sich aus den Kontinentalverbänden wie folgt zusammen:
- Titelverteidiger (Wildcard) UMB: 1
- CEB: 7
- CPB: 4
- ACBC: 3
- organisierende Verband: 1

| Europa (CEB) |                                |
| 1            | David Martinez (Europameister) |
| 2            | Jens van Dam                   |
| 3            | Mohamed Abdin                  |
| 4            | Kenny Miatton                  |
| 5            | Eric Tromas                    |
| 6            | Dustin Jäschke                 |
| 7            | Bryan Tempelers                |
| Wildcard UMB |                                |
| 8            | Rubén Fernandez                |

| Amerika (CPB) |                        |
| 9             | Huberney Cataño        |
| 10            | José Juan García Nunez |
| 11            | William Villanueva     |
| 12            | Manuel Lindao          |
| Asien (ACBC)  |                        |
| 13            | Kim Haeng-jik          |
| 14            | Kim Jun-tae            |
| 15            | Yusuke Mori            |
| Wildcard Org. |                        |
| 16            | Glenn Hofman           |

## Modus
Gespielt wird in der Vorrunde in vier Gruppen zu je vier Spielern im Round-Robin-Modus im Satzsystem Best of 3 sets. Die beiden Gruppenersten zogen in die Endrunde ein, wo im K.-o.-System in Best of 5 Sets gespielt wurde. Die Shot clock stand auf 50 Sekunden.

## Gruppenphase
| Abschlusstabelle Gruppe A | Abschlusstabelle Gruppe A | Abschlusstabelle Gruppe A | Abschlusstabelle Gruppe A | Abschlusstabelle Gruppe A | Abschlusstabelle Gruppe A | Abschlusstabelle Gruppe A | Abschlusstabelle Gruppe A | Abschlusstabelle Gruppe A | Abschlusstabelle Gruppe A |
| Platz                     | Name                      | MP                        | SV                        | Pkte                      | Aufn.                     | GD                        | BED                       | BSD                       | HS                        |
| ------------------------- | ------------------------- | ------------------------- | ------------------------- | ------------------------- | ------------------------- | ------------------------- | ------------------------- | ------------------------- | ------------------------- |
| 1                         | Rubén Fernandez           | 6:0                       | 6:1                       | 100                       | 116                       | 0,892                     | 0,937                     | 1,153                     | 7                         |
| 2                         | Jens van Dam              | 4:2                       | 5:4                       | 111                       | 146                       | 0,760                     | 0,792                     | 1,363                     | 6                         |
| 3                         | Manuel Lindao             | 2:4                       | 3:5                       | 90                        | 135                       | 0,666                     | 0,956                     | 1,153                     | 5                         |
| 4                         | Yusuke Mori               | 0:6                       | 2:6                       | 98                        | 123                       | 0,796                     | –                         | 1,153                     | 6                         |

| Abschlusstabelle Gruppe B | Abschlusstabelle Gruppe B | Abschlusstabelle Gruppe B | Abschlusstabelle Gruppe B | Abschlusstabelle Gruppe B | Abschlusstabelle Gruppe B | Abschlusstabelle Gruppe B | Abschlusstabelle Gruppe B | Abschlusstabelle Gruppe B | Abschlusstabelle Gruppe B |
| Platz                     | Name                      | MP                        | SV                        | Pkte                      | Aufn.                     | GD                        | BED                       | BSD                       | HS                        |
| ------------------------- | ------------------------- | ------------------------- | ------------------------- | ------------------------- | ------------------------- | ------------------------- | ------------------------- | ------------------------- | ------------------------- |
| 1                         | David Martinez            | 4:2                       | 5:3                       | 107                       | 117                       | 0,914                     | 1,111                     | 1,875                     | 6                         |
| 2                         | Dustin Jäschke            | 4:2                       | 5:4                       | 115                       | 129                       | 0,891                     | 0,866                     | 1,500                     | 5                         |
| 3                         | William Villanueva        | 2:4                       | 4:4                       | 93                        | 124                       | 0,750                     | 0,882                     | 1,071                     | 8                         |
| 4                         | Kim Jun-tae               | 2:4                       | 2:5                       | 72                        | 100                       | 0,720                     | 1,024                     | 1,500                     | 4                         |

| Abschlusstabelle Gruppe C | Abschlusstabelle Gruppe C | Abschlusstabelle Gruppe C | Abschlusstabelle Gruppe C | Abschlusstabelle Gruppe C | Abschlusstabelle Gruppe C | Abschlusstabelle Gruppe C | Abschlusstabelle Gruppe C | Abschlusstabelle Gruppe C | Abschlusstabelle Gruppe C |
| Platz                     | Name                      | MP                        | SV                        | Pkte                      | Aufn.                     | GD                        | BED                       | BSD                       | HS                        |
| ------------------------- | ------------------------- | ------------------------- | ------------------------- | ------------------------- | ------------------------- | ------------------------- | ------------------------- | ------------------------- | ------------------------- |
| 1                         | Kenny Miatton             | 6:0                       | 6:2                       | 102                       | 116                       | 0,879                     | 1,027                     | 1,363                     | 5                         |
| 2                         | Glenn Hofman              | 4:2                       | 5:3                       | 100                       | 98                        | 1,020                     | 1,090                     | 2,142                     | 7                         |
| 3                         | Huberney Cataño           | 2:4                       | 4:5                       | 109                       | 130                       | 0,838                     | 0,857                     | 1,363                     | 6                         |
| 4                         | Mohamed Abdin             | 0:6                       | 1:6                       | 68                        | 106                       | 0,641                     | –                         | 0,750                     | 5                         |

| Abschlusstabelle Gruppe D | Abschlusstabelle Gruppe D | Abschlusstabelle Gruppe D | Abschlusstabelle Gruppe D | Abschlusstabelle Gruppe D | Abschlusstabelle Gruppe D | Abschlusstabelle Gruppe D | Abschlusstabelle Gruppe D | Abschlusstabelle Gruppe D | Abschlusstabelle Gruppe D |
| Platz                     | Name                      | MP                        | SV                        | Pkte                      | Aufn.                     | GD                        | BED                       | BSD                       | HS                        |
| ------------------------- | ------------------------- | ------------------------- | ------------------------- | ------------------------- | ------------------------- | ------------------------- | ------------------------- | ------------------------- | ------------------------- |
| 1                         | Kim Haeng-jik             | 6:0                       | 6:3                       | 123                       | 114                       | 1,078                     | 1,392                     | 1,666                     | 7                         |
| 2                         | Eric Tromas               | 4:2                       | 5:2                       | 95                        | 107                       | 0,887                     | 1,428                     | 1,875                     | 8                         |
| 3                         | José Juan García Nunez    | 2:4                       | 3:4                       | 82                        | 74                        | 1,108                     | 1,111                     | 1,250                     | 6                         |
| 4                         | Bryan Tempelers           | 0:6                       | 1:6                       | 79                        | 117                       | 0,675                     | –                         | 0,750                     | 7                         |

### Finalrunde
|  | Viertelfinale Best of 5 | Viertelfinale Best of 5 | Viertelfinale Best of 5 | Viertelfinale Best of 5 | Viertelfinale Best of 5 | Viertelfinale Best of 5 |                 |                | Halbfinale Best of 5 | Halbfinale Best of 5 | Halbfinale Best of 5 | Halbfinale Best of 5 | Halbfinale Best of 5 | Halbfinale Best of 5 |      |       | Finale Best of 5 | Finale Best of 5 | Finale Best of 5 | Finale Best of 5 | Finale Best of 5 | Finale Best of 5 |
|  |                         |                         |                         |                         |                         |                         |                 |                |                      |                      |                      |                      |                      |                      |      |       |                  |                  |                  |                  |                  |                  |
|  |                         | Satz                    | Pkt.                    | Aufn.                   | GD                      | HS                      |                 |                |                      |                      |                      |                      |                      |                      |      |       |                  |                  |                  |                  |                  |                  |
|  |                         | Satz                    | Pkt.                    | Aufn.                   | GD                      | HS                      |                 |                |                      |                      |                      |                      |                      |                      |      |       |                  |                  |                  |                  |                  |                  |
|  | Rubén Fernandez         | 3                       | 45                      | 47                      | 0,957                   | 8                       |                 |                |                      |                      |                      |                      |                      |                      |      |       |                  |                  |                  |                  |                  |                  |
|  | Rubén Fernandez         | 3                       | 45                      | 47                      | 0,957                   | 8                       |                 | Satz           | Pkt.                 | Aufn.                | GD                   | HS                   |                      |                      |      |       |                  |                  |                  |                  |                  |                  |
|  | Eric Tromas             | 0                       | 29                      | 46                      | 0,630                   | 5                       |                 | Satz           | Pkt.                 | Aufn.                | GD                   | HS                   |                      |                      |      |       |                  |                  |                  |                  |                  |                  |
|  | Eric Tromas             | 0                       | 29                      | 46                      | 0,630                   | 5                       | Rubén Fernandez | 1              | 40                   | 61                   | 0,655                | 4                    |                      |                      |      |       |                  |                  |                  |                  |                  |                  |
|  |                         | Satz                    | Pkt.                    | Aufn.                   | GD                      | HS                      | Rubén Fernandez | 1              | 40                   | 61                   | 0,655                | 4                    |                      |                      |      |       |                  |                  |                  |                  |                  |                  |
|  |                         | Satz                    | Pkt.                    | Aufn.                   | GD                      | HS                      |                 | Kenny Miatton  | 3                    | 53                   | 62                   | 0,854                | 6                    |                      |      |       |                  |                  |                  |                  |                  |                  |
|  | Kenny Miatton           | 3                       | 59                      | 78                      | 0,756                   | 4                       |                 | Kenny Miatton  | 3                    | 53                   | 62                   | 0,854                | 6                    |                      |      |       |                  |                  |                  |                  |                  |                  |
|  | Kenny Miatton           | 3                       | 59                      | 78                      | 0,756                   | 4                       |                 |                |                      |                      |                      |                      |                      | Satz                 | Pkt. | Aufn. | GD               | HS               |                  |                  |                  |                  |
|  | Dustin Jäschke          | 1                       | 53                      | 77                      | 0,688                   | 4                       |                 |                |                      |                      |                      |                      |                      | Satz                 | Pkt. | Aufn. | GD               | HS               |                  |                  |                  |                  |
|  | Dustin Jäschke          | 1                       | 53                      | 77                      | 0,688                   | 4                       | Kenny Miatton   | 1              | 38                   | 44                   | 0,863                | 5                    |                      |                      |      |       |                  |                  |                  |                  |                  |                  |
|  |                         | Satz                    | Pkt.                    | Aufn.                   | GD                      | HS                      | Kenny Miatton   | 1              | 38                   | 44                   | 0,863                | 5                    |                      |                      |      |       |                  |                  |                  |                  |                  |                  |
|  |                         | Satz                    | Pkt.                    | Aufn.                   | GD                      | HS                      |                 | Kim Haeng-jik  | 3                    | 56                   | 45                   | 1,244                | 9                    |                      |      |       |                  |                  |                  |                  |                  |                  |
|  | Kim Haeng-jik           | 3                       | 61                      | 46                      | 1,326                   | 6                       |                 | Kim Haeng-jik  | 3                    | 56                   | 45                   | 1,244                | 9                    |                      |      |       |                  |                  |                  |                  |                  |                  |
|  | Kim Haeng-jik           | 3                       | 61                      | 46                      | 1,326                   | 6                       |                 | Satz           | Pkt.                 | Aufn.                | GD                   | HS                   |                      |                      |      |       |                  |                  |                  |                  |                  |                  |
|  | Jens van Dam            | 2                       | 54                      | 46                      | 1,200                   | 6                       |                 | Satz           | Pkt.                 | Aufn.                | GD                   | HS                   |                      |                      |      |       |                  |                  |                  |                  |                  |                  |
|  | Jens van Dam            | 2                       | 54                      | 46                      | 1,200                   | 6                       | Kim Haeng-jik   | 3              | 58                   | 37                   | 1,567                | 7                    |                      |                      |      |       |                  |                  |                  |                  |                  |                  |
|  |                         | Satz                    | Pkt.                    | Aufn.                   | GD                      | HS                      | Kim Haeng-jik   | 3              | 58                   | 37                   | 1,567                | 7                    |                      |                      |      |       |                  |                  |                  |                  |                  |                  |
|  |                         | Satz                    | Pkt.                    | Aufn.                   | GD                      | HS                      |                 | David Martinez | 1                    | 46                   | 36                   | 1,277                | 5                    |                      |      |       |                  |                  |                  |                  |                  |                  |
|  | Glenn Hofman            | 2                       | 48                      | 40                      | 1,200                   | 12                      |                 | David Martinez | 1                    | 46                   | 36                   | 1,277                | 5                    |                      |      |       |                  |                  |                  |                  |                  |                  |
|  | Glenn Hofman            | 2                       | 48                      | 40                      | 1,200                   | 12                      |                 |                |                      |                      |                      |                      |                      |                      |      |       |                  |                  |                  |                  |                  |                  |
|  | David Martinez          | 3                       | 49                      | 41                      | 1,195                   | 6                       |                 |                |                      |                      |                      |                      |                      |                      |      |       |                  |                  |                  |                  |                  |                  |
|  | David Martinez          | 3                       | 49                      | 41                      | 1,195                   | 6                       |                 |                |                      |                      |                      |                      |                      |                      |      |       |                  |                  |                  |                  |                  |                  |

## Abschlusstabelle
| MP    | Match Points (Sieger = 2; Unentschieden = 1; Verlierer = 0) |
| Pkte. | Erzielte Karambolagen                                       |
| Aufn. | Benötigte Versuche                                          |
| GD    | Generaldurchschnitt                                         |
| BED   | Bester Einzeldurchschnitt eines Spielers                    |
| HS    | Höchstserie                                                 |
|       | Bester GD des Turniers                                      |
|       | Bester ED des Turniers                                      |
|       | Beste HS des Turniers                                       |
|       | 1. Platz (Gold)                                             |
|       | 2. Platz (Silber)                                           |
|       | 3. Platz (Bronze)                                           |

| Endklassement       | Endklassement       | Endklassement          | Endklassement       | Endklassement | Endklassement | Endklassement | Endklassement | Endklassement | Endklassement | Endklassement |
| Phase               | Platz               | Name                   | MP                  | SV            | Pkt.          | Aufn.         | GD            | BED           | BSD           | HS            |
| ------------------- | ------------------- | ---------------------- | ------------------- | ------------- | ------------- | ------------- | ------------- | ------------- | ------------- | ------------- |
| Finale              | 1                   | Kim Haeng-jik          | 12:0                | 15:7          | 298           | 243           | 1,231         | 1,567         | 3,750         | 9             |
| Finale              | 2                   | Kenny Miatton          | 10:2                | 13:7          | 252           | 300           | 0,840         | 1,027         | 1,363         | 6             |
| Halb- finale        | 3                   | Rubén Fernandez        | 8:2                 | 10:5          | 185           | 224           | 0,825         | 0,957         | 1,500         | 8             |
| Halb- finale        | 3                   | David Martinez         | 6:4                 | 9:8           | 202           | 194           | 1,041         | 1,195         | 1,875         | 6             |
| Viertel- finale     | 5                   | Glenn Hofman           | 4:4                 | 7:6           | 148           | 138           | 1,072         | 1,090         | 5,000         | 12            |
| Viertel- finale     | 6                   | Jens van Dam           | 4:4                 | 7:7           | 165           | 191           | 0,863         | 0,792         | 2,142         | 6             |
| Viertel- finale     | 7                   | Eric Tromas            | 4:4                 | 5:5           | 124           | 152           | 0,815         | 1,428         | 1,875         | 8             |
| Viertel- finale     | 8                   | Dustin Jäschke         | 4:4                 | 6:8           | 168           | 206           | 0,815         | 0,866         | 1,500         | 5             |
| Gruppen- phase      | 9                   | William Villanueva     | 2:4                 | 4:4           | 93            | 124           | 0,750         | 0,882         | 1,071         | 8             |
| Gruppen- phase      | 10                  | José Juan García Nunez | 2:4                 | 3:4           | 82            | 74            | 1,108         | 1,111         | 1,500         | 6             |
| Gruppen- phase      | 11                  | Huberney Cataño        | 2:4                 | 4:5           | 109           | 130           | 0,838         | 0,968         | 1,363         | 6             |
| Gruppen- phase      | 12                  | Manuel Lindao          | 2:4                 | 3:5           | 90            | 135           | 0,666         | 0,956         | 1,153         | 5             |
| Gruppen- phase      | 13                  | Kim Jun-tae            | 2:4                 | 2:5           | 72            | 100           | 0,720         | 1,024         | 1,500         | 4             |
| Gruppen- phase      | 14                  | Yusuke Mori            | 0:6                 | 2:6           | 98            | 123           | 0,796         | –             | 1,153         | 6             |
| Gruppen- phase      | 15                  | Bryan Tempelers        | 0:6                 | 1:6           | 79            | 116           | 0,681         | –             | 0,750         | 7             |
| Gruppen- phase      | 16                  | Mohamed Abdin          | 0:6                 | 1:6           | 68            | 106           | 0,641         | –             | 0,750         | 5             |
| Turnierdurchschnitt | Turnierdurchschnitt | Turnierdurchschnitt    | Turnierdurchschnitt |               | 2233          | 2555          | 0,873         |               |               |               |